# Pink Bubbles Go Ape On Tour
Es la quinta gira que realizó la banda alemana de speed metal Helloween. Comenzó el 30 de abril de 1992 y terminó el 2 de noviembre de 1992. Se desarrolló para presentar su disco Pink Bubbles Go Ape. Esta gira contó con 24 shows, en países tales como Alemania, Japón, Italia, Francia y Suiza, en donde se realizaron un total de 24 shows. Se destaca por la partida de Kai Hansen, que fue reemplazado por Roland Grapow al instante. El país más visitado en esta gira fue Japón, en donde realizaron 11 shows. Tras esta gira, la banda se metió a grabar su quinto disco que se llama Chameleon.

### 1991
El 11 de marzo sale este disco que se llama Pink Bubbles Go Ape. Consta de 11 temas, y es a la vez el primer disco con Roland Grapow como guitarrista de la banda. En ese año no hubo presentaciones, ya que ocurrirían al año siguiente después de la salida de éste. A su vez, el disco marca la salida de su guitarrista Kai Hansen.

### 1992
Comienzan un nuevo año con un concierto en Docks el 30 de abril. El 1 de mayo, la banda hizo lo suyo en Biskuithalle, y dos días después tocaron en Rockfabrik. El 4 de mayo, la banda hace un concierto en Batschkapp. El 6 de mayo, la banda hace de la partida en Rockfabrik de Augsburgo. El 7 de mayo tocaron en E-Werk. Dos días después, la banda vuelve a Suiza para dar un concierto en Volkshaus, y el 10 de mayo hicieron un show en Rolling Stone de Milán. El 11 y 12 de mayo hicieron dos conciertos en Francia, y las sedes elegidas fueron Le Phoenix  y Élysée Montmartre. El 14 de mayo, la banda vuelve a Alemania para tocar en Live Music Hall de Colonia. El 15 de agosto participaron del Super Rock Mannheim Fest 1992 junto a bandas locales e internacionales. Entre el 24 de septiembre y el 7 de octubre realizaron 11 shows en Japón, y el 2 de noviembre volvieron a Francia nuevamente para tocar en L'Arapho, dando por terminada la gira.

## Conciertos
- 30/04/1992 - Docks, Hamburgo
- 01/05/1992 - Biskuithalle, Bonn
- 03/05/1992 - Rockfabrik, Luisburgo
- 04/05/1992 - Batschkapp, Frankfurt
- 06/05/1992 - Rockfabrik, Augsburgo
- 07/05/1992 - E-Werk, Erlangen
- 09/05/1992 - Volkshaus, Zúrich
- 10/05/1992 - Rolling Stone, Milán
- 11/05/1992 - Le Phoenix, Mulhouse
- 12/05/1992 - Élysée Montmartre, París
- 14/05/1992 - Live Music Hall, Colonia
- 15/08/1992 - Maimarktgelände, Mannheim
- 24/09/1992 - Kawasaki-shi Kyouiku Bunka Kaikan, Kawasaki
- 25/09/1992 - Miyagi Kenmin Kaikan, Sendai
- 27/09/1992 - NHK Hall, Tokio
- 28/09/1992 - NHK Hall, Tokio
- 29/09/1992 - Urawa-shi Bunka Center, Urawa
- 01/10/1992 - Aichi-ken Kinrou Kaikan, Nagoya
- 02/10/1992 - Hiroshima Kousei Nenkin Kaikan, Hiroshima
- 04/10/1992 - Kyuushuu Kousei Nenkin Kaikan, Kitakyuushuu
- 05/10/1992 - Osaka Kousei Nenkin Kaikan, Osaka
- 06/10/1992 - Osaka Kousei Nenkin Kaikan, Osaka
- 07/10/1992 - Nakano Sunplaza, Tokio
- 02/11/1992 - L'Arapho, París

## Formación durante la gira
- Michael Kiske - Voz
- Michael Weikath - Guitarra líder
- Roland Grapow - Guitarra rítmica
- Markus Grosskopf - Bajo
- Ingo Schwichtenberg - Batería

- Datos: Q56378599